# Yoav Shoham
Yoav Shoham (Israel, 22 de janeiro de 1956) é um informático israelense, que trabalha com inteligência artificial (IA), teoria dos jogos e em especial sistemas multiagente.
Shoham obteve um doutorado eem informática em 1987 na Universidade Yale, orientado por Drew McDermott, com a tese Reasoning about Change: Time and Causation from the Standpoint of Artificial Intelligence. É professor na Universidade Stanford.
Shoham fundou em 1998 a firma Trading Dynamics em Mountain View, que foi vendida em 1999 para a Ariba. Em 2011 foi um dos fundadores da Katango, que foi vendida em 2013 para o Google. Depois de vender uma firma de desenvolvimento de aplicativos para o Google em 2015 (Timeful) tornou-se em 2016 Principal Scientist do Google.
Recebeu o Prêmio ACM-AAAI Allen Newell de 2012. Recebeu o Prêmio IJCAI por Excelência em Pesquisa de 2019
É fellow da Association for the Advancement of Artificial Intelligence (AAAI).
Em 2008 patrocinou o Prêmio Kalai para trabalhos na fronteira entre informática e teoria dos jogos.

## Publicações selecionadas
- com Kevin Leyton-Brown: Multiagent Systems: Algorithmic, Game-Theoretic, and Logical Foundations. Cambridge University Press, Cambridge/New York 2009.
- com Kevin Leyton-Brown: Essentials of Game Theory: A Concise, Multidisciplinary Introduction. Morgan & Claypool Publishers, San Rafael CA 2008.
- Artificial Intelligence Techniques in Prolog. Morgan Kaufman Publishers, San Francisco 1994.
- Reasoning about Change: Time and Causation from the Standpoint of Artificial Intelligence,  MIT Press 1988